# Michael Bruce Ross
Michael Bruce Ross, född 26 juli 1959 i Putnam, Connecticut, död 13 maj 2005 i Somers, Connecticut, var en amerikansk seriemördare. Han avrättades i delstaten Connecticut. Det var den första avrättningen i Connecticut och i hela New England sedan 1960.

## Biografi
Ross föddes i Putnam i Connecticut som son till Patricia Hilda Laine och Dan Graeme Ross. Han växte upp på en bondgård i Brooklyn, Connecticut. Hans liv hemma var extremt dysfunktionellt; hans mamma, som blivit inlagd på institution mer än en gång och som så småningom övergav familjen, slog alla fyra av sina barn varav Ross var den som misshandlades värst. En del familjer och vänner påstår att Ross även blev antastad av sin unga farbror, som begick självmord när Ross var sex år gammal.
Han var en intelligent pojke, med ett IQ på 122 (klassificeras som hög intelligens), och gjorde bra ifrån sig i skolan. Han började senare studera agrikulturell ekonomi på universitetet i Cornell. Under sitt andra år på universitetet började han att förfölja kvinnor. Under sitt sista år på universitetet begick han sin första våldtäkt, och sitt första mord strax därefter. Mellan 1981 och 1984 våldtog och mördade han åtta flickor och kvinnor (i åldrarna 14 till 25) i New York och Connecticut.

## Våldtäkt och mord
Ross mordoffer (sju av de åtta blev även våldtagna) var:
- Dzung Ngoc Tu, 25, en student från Cornells universitet, mördades 12 maj 1981
- Tammy Williams, 17, från Brooklyn, Connecticut, mördades 5 januari 1982
- Paula Perrera, 16, från Wallkill, New York, mördades i mars 1982
- Debra Smith Taylor, 23, från Griswold, mördades 15 juni 1982
- Robin Stavinsky, 19, från Norwich, mördades i november, 1983
- April Brunias, 14, från Griswold, mördades 22 april 1984
- Leslie Shelley, 14, från Griswold, mördades 22 april 1984
- Wendy Baribeault, 17, från Griswold, mördades 13 juni 1984

Han våldtog också (men mördade inte):
- Vivian Dobson, 21, 1983

Polisen i Plainfield avfärdade möjligheten att det var Ross som hade våldtagit Vivian Dobson. Ross blev inte anklagad och erkände därför inte. Ross erkände sig skyldig till alla morden, men fälldes endast för fyra av dem. Den 6 juli 1987 dömdes han till döden och tillbringade de kommande 18 åren i dödscell.

## Juridiska konflikter och avrättning
Ross stödde sin egen dödsdom under det sista året av sitt liv och påstod att han ville bespara offrens familjer ytterligare smärta. En timme innan han skulle avrättas på morgonen den 29 januari 2005 anordnade hans advokat, på begäran av Ross pappa, att han fick två dagars uppskov. Ross avrättning med giftinjektion flyttades till den 31 januari 2005, kl. 21.00. Men tidigare den dagen blev hans avrättning återigen framflyttad på grund av tvivel om huruvida Ross var mentalt frisk eller inte; efter att ha kämpat emot sin dödsdom i 17 år avstod han plötsligt från sin rätt att överklaga till en appellationsdomstol.
Vivian Dobson, som Ross hade våldtagit, protesterade mot hans dödsdom i ett försök att rädda hans liv.
Under sina sista dagar blev Ross medlem i Benedictine Grange, en romersk-katolsk förening i West Redding, Connecticut.
Han avrättades med giftinjektion den 13 maj 2005. Han sista måltid var kalkon med ris, blandade grönsaker och vitt bröd med dryck.
Michael Bruce Ross är begravd på kyrkogården vid Benedictine Grange i Redding, Connecticut.
Efter avrättningen fick Dr. Stuart Grassian, psykiatrikern som argumenterade för att Ross inte var i stånd att avstå från sin rätt att överklaga eftersom han led av "Death row syndrome", ett brev skrivet av Ross den 10 maj 2005, där det stod: "Schackmatt. Du hade aldrig en chans!"